# 留学中介
留学中介或留學代辦是指幫助學生為了遊學或留學的個人、工作室或公司行號。中國大陸與香港一般稱之為“留學中介”，而臺灣則一般稱之為“留學代辦”。由于各国教育制度不同，熟悉各国高校入学流程具有一定成本，因此产生了不同的留学中介。一些中介仅提供教育咨询，另一些自身也是教育机构。

## 工作内容
- 为学生提供客制化的留学规划和指导服务。通过与学生沟通，了解其学术背景、兴趣爱好、职业规划等，留学顾问可以帮助学生选择适合的国家、院校和专业，并根据学生的条件提出针对性的申请策略。
- 帮助学生准备申请材料，如自傳、成绩单、外語培訓和考試、作品集、推荐信等，确保材料的完整性和准确性。此外，留学中介还可以提供语言考试辅导，帮助学生提高语言成绩，满足院校的入学要求。
- 协助学生办理签证、安排住宿、跨境匯款、购买保險等出国前的各项准备工作[4]。
- 出国后的境外支持，如接机、租房、协助办理行政手续和入学手续。

## 法規

### 中華民國
- 中華民國的國稅局規定留學代辦幫學生代辦留學，代辦留學的佣金需繳納營業稅。[5]

## 争议
一些留學中介從事灰色甚至黑色产业，如自傳造假、成績單造假、作品集抄襲、付費推薦、組織替考、代寫論文甚至為作弊者提供抗辯等。

### 中國大陸
一些留学中介存在着“保录取”、“直录”等虚假宣传。几乎所有院校申请都存在着不确定性。如果“保录取”，那么得来的录取结果也会失去其原有价值。

### 臺灣
- 波蘭醫學生事件：波蘭醫學台生事件，又稱波波牙醫事件、波波醫師事件，是指發生於2008年至2010年間，台灣對於在歐洲部分國家取得醫學學歷的爭議，部份就是經由留學代辦而去就讀。[9][10]
- 中華民國民進黨立委邱議瑩念的研究所，留學代辦業者沒聽過。[11]

### 美國
- 2019年美國大學錄取賄賂醜聞： 美國代辦業者辛格用欺詐性誇大申請者的入學考試成績並賄賂大學官員事件。